# Jean-Baptiste Fresez
Jean-Baptiste Fresez, né le 10 juillet 1800 à Longwy et mort le 31 mars 1867 à Luxembourg, est un peintre luxembourgeois d'origine française. Il a surtout peint des portraits et des paysages.

## Biographie
Jean-Baptiste Fresez était le fils du modeleur de faïence Jean Pierre Fresez et de Marie Françoise Caumus. En 1802, la famille déménage au Luxembourg, où son père travaille à la Manufacture de Fayence et de Terre de Pipe de la famille Boch à Septfontaines, prédécesseur de Villeroy & Boch. La faïencerie et le château de Septfontaines ont été conçus par le grand-père de Fresez pour Pierre-Joseph Boch.
Le jeune Fresez est formé par son père, à l'école de dessin rattachée à l'usine Boch et au cours de dessin de Pierre-François Maisonnet au Collège municipal. En 1814, il trouve du travail comme peintre à la faïencerie de Jean-François Boch à Mettlach. Après la mort de son père, Fresez rejoint l'architecte Henry à Luxembourg-Ville en 1818. Il suit également des cours de dessin avec François-Joseph Maisonnet à l'Athénée royal grand-ducal, successeur du Collège municipal. En 1821, il postula pour un poste de professeur d'art, mais fut rejeté parce qu'il n'avait aucune preuve académique de capacité. Il fréquente ensuite l'Académie royale des beaux-arts de Bruxelles, où il suit l'enseignement de François-Joseph Navez, et obtient un deuxième diplôme à l'académie d'Anvers. Il devient professeur à l'école municipale de dessin puis professeur de dessin et d'architecture à l'Athénée royal grand-ducal. Ses élèves comprenaient Hubert Berg, Jean-Nicolas Bernard, Pierre Brandebourg, Eugène Ferron, Michel Engels, Nicolas Liez, Jean-Auguste Marc, Michel Sinner et Jacques Sturm.
Fresez est devenu connu pour ses portraits remarquablement similaires de personnes influentes. Une autre partie importante de son œuvre sont les nombreux paysages et paysages urbains qu'il a réalisés lors de divers voyages d'études à travers l'Europe, notamment en 1840 avec son cousin par alliance Frantz Heldenstein à travers l'Eifel et le long des rives de la Moselle et du Rhin. En 1826, il publie son premier livret de lithographies du Luxembourg. Lors de la visite du roi grand-duc Guillaume II au Luxembourg en 1841, Fresez lui offre une série de dix aquarelles. Dans la seconde moitié des années 1850, il publie son Album pittoresque du Grand-Duché de Luxembourg. Jusque dans les années 1970, Villeroy & Boch utilisaient ses dessins comme décoration pour une série d'assiettes. Son œuvre fait partie des collections du Palais grand-ducal, du Musée national d'archéologie, d'histoire et d'art (MNAHA) et de la Villa Vauban, entre autres.
Le peintre était marié à Emilie Brimmeyer (1812-1881), ils eurent six enfants. Il acquit la nationalité luxembourgeoise par option en 1848.

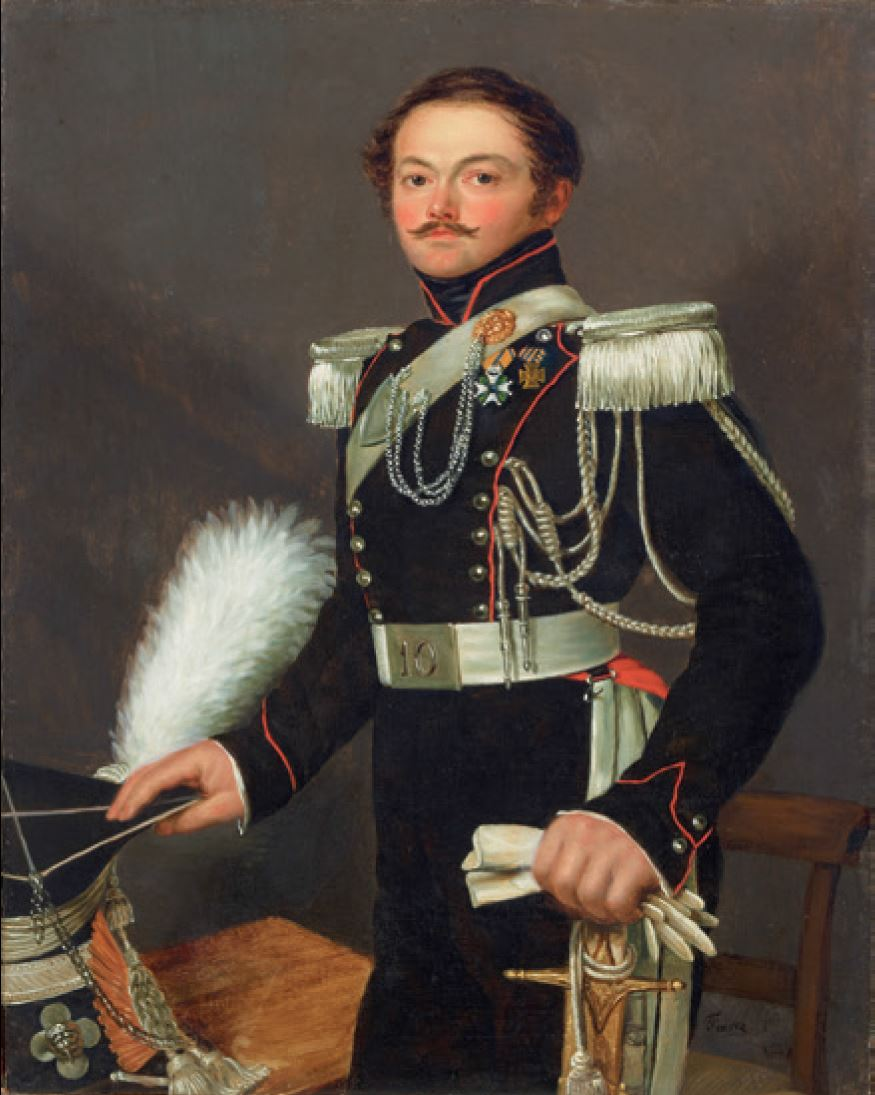
Portrait de Martin Baudouin (1829), peinture de J.-B. Fresez.

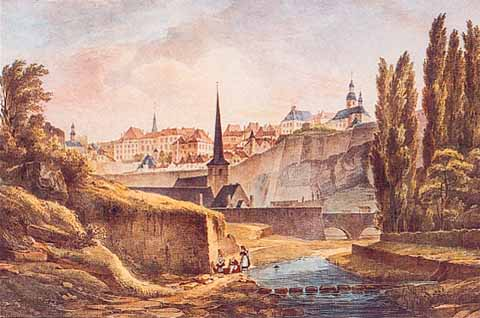
Luxembourg-ville sur une lithographie de Fresez. À l'avant-plan : l'Alzette et l'église Saint-Jean.

## Distinctions
- Chevalier de l'Ordre de l'Aigle Rouge (promotion 1858)
- Chevalier de l'Ordre de la Couronne de chêne (promotion 1859)

## Œuvres
Le Musée national d'archéologie, d'histoire et d'art de Luxembourg possède une collection importante d'œuvres de Fresez (portraits, paysages).
- 1828 : Vues de la ville de Luxembourg.
- 1857 : Album pittoresque du Grand-Duché de Luxembourg, Éditions Vic Hoffmann, 1932. Rééd. en 1968 (Linden & Hansen), en 19xx (Éditions Galerie Kutter), en 1990 (Messageries du Livre).
- Villeroy & Boch a produit une série d'assiettes en porcelaine avec des représentations de châteaux luxembourgeois peints par Fresez.

## Timbre postal
- En 1952, la Poste luxembourgeoise a émis un timbre avec un portrait de Jean-Baptiste Fresez.